# Juan Elizalde Bertrand
Juan Elizalde Bertrand   (Barcelona, c. 1935), conegut també com a Tey Elizalde, és un històric pilot de motociclisme català que destacà en competicions estatals des de la fi de la dècada de 1950 i a començament de la de 1960. Expert en totes les modalitats d'aquest esport, fou un dels millors velocistes del seu temps i, alhora, un dels pioners del motocròs i l'enduro a la península Ibèrica a l'època en què aquestes disciplines s'hi anaven introduint. Durant la seva etapa d'activitat aconseguí diversos èxits, entre els quals una victòria a les 24 Hores de Montjuïc (1956), un Campionat d'Espanya de motocròs (1960), i un d'enduro (1961, quan aquesta disciplina era coneguda com a Regularitat).
Perit industrial de formació i esportista polifacètic, practicà també el muntanyisme i l'esquí. A banda, fou un dels cinc aventurers catalans que el 1962 participaren en l'Operació Impala, recorrent 20.000 km per Àfrica en 100 dies a bord de tres motocicletes Montesa de 175 cc.
El gener del 2023, la Federació Catalana de Motociclisme li concedí el premi Legends en reconeixement de la seva trajectòria motociclista.

## Els Elizalde i el motor
Tey Elizalde pertany a una família lligada des de sempre al món del motor. El seu avi, Arturo Elizalde Rouvier, fou un destacat enginyer i empresari industrial que fundà a Barcelona l'empresa fabricant d'automòbils Elizalde, reconvertida més tard a fabricant de motors d'aviació. La família residí a la Casa Elizalde (palauet construït el 1885 al l'Eixample de Barcelona) entre 1895 i 1964.
Dos germans seus varen ser també motociclistes de renom: Arturo (conegut com a Lucas), Campió d'Espanya de velocitat en 100 cc el 1949 amb Montesa, i José Antonio (conegut també com a Antonio), Campió d'Espanya de velocitat en 125 cc el 1952 amb Montesa i de motocròs el 1959 amb OSSA. José Antonio fou el primer català a aconseguir un podi en un Gran Premi puntuable per al Campionat del Món de velocitat. Concretament, acabà tercer al GP d'Espanya de 1954, disputat al Circuit de Montjuïc el 3 d'octubre.
Un altre membre de la família Elizalde, Joan Bertrand i Elizalde, morí als 27 anys a causa d'una caiguda en una cursa a Gijón, el 31 de juliol de 1955. Joan Bertrand, pertanyent a una de les principals famílies de la indústria tèxtil catalana (relacionada, entre d'altres, amb l'empresa Tèxtils Bertrand Serra SA), havia estat Campió d'Espanya en 125cc amb Montesa el 1953 i era una jove promesa que anava en camí de ser el número u de Montesa.

## Trajectòria motociclista

### Velocitat
La primera especialitat en què destacà fou la velocitat, aconseguint diverses victòries en pujades de muntanya i curses diverses. El 1956, formant parella amb son germà Arturo ("Lucas"), guanyà les 24 Hores de Montjuic amb la Montesa. Una de les seves victòries més recordades és la que obtingué el 19 d'abril de 1959 a la cursa de "Motos comercials" que es feia al Circuit de Montjuïc com a complement del Gran Premi. Elizalde hi pilotava la Montesa i guanyà a la mateixa línia de meta per davant de John Grace, que hi feia debutar la nova Bultaco.

### Enduro
Pioner com fou de l'enduro, Elizalde començà a competir-hi quan aquesta disciplina s'anomenava encara Regularitat i s'assemblava més als Ral·lis que no pas ara. Cap a 1955, participà en els Dos Dies de Gal·les juntament amb el seu company d'equip a Montesa, Josep Maria Llobet "Turuta", per bé que en anar-hi amb motos de carretera no hi pogueren fer gran cosa. Malgrat tot, en tornar, Tei Elizalde encoratjà els amos de la marca (Pere Permanyer i Francesc Xavier Bultó) a preparar un model més específic per a aquesta especialitat, cosa que finalment feren tot adaptant una Brío 80 amb els tubs d'escapament elevats. A aquell model li donaren mig de broma el nom de "cabra", nom que anys a venir s'adoptaria oficialment per als famosos models de motocròs de la casa, les Cappra.

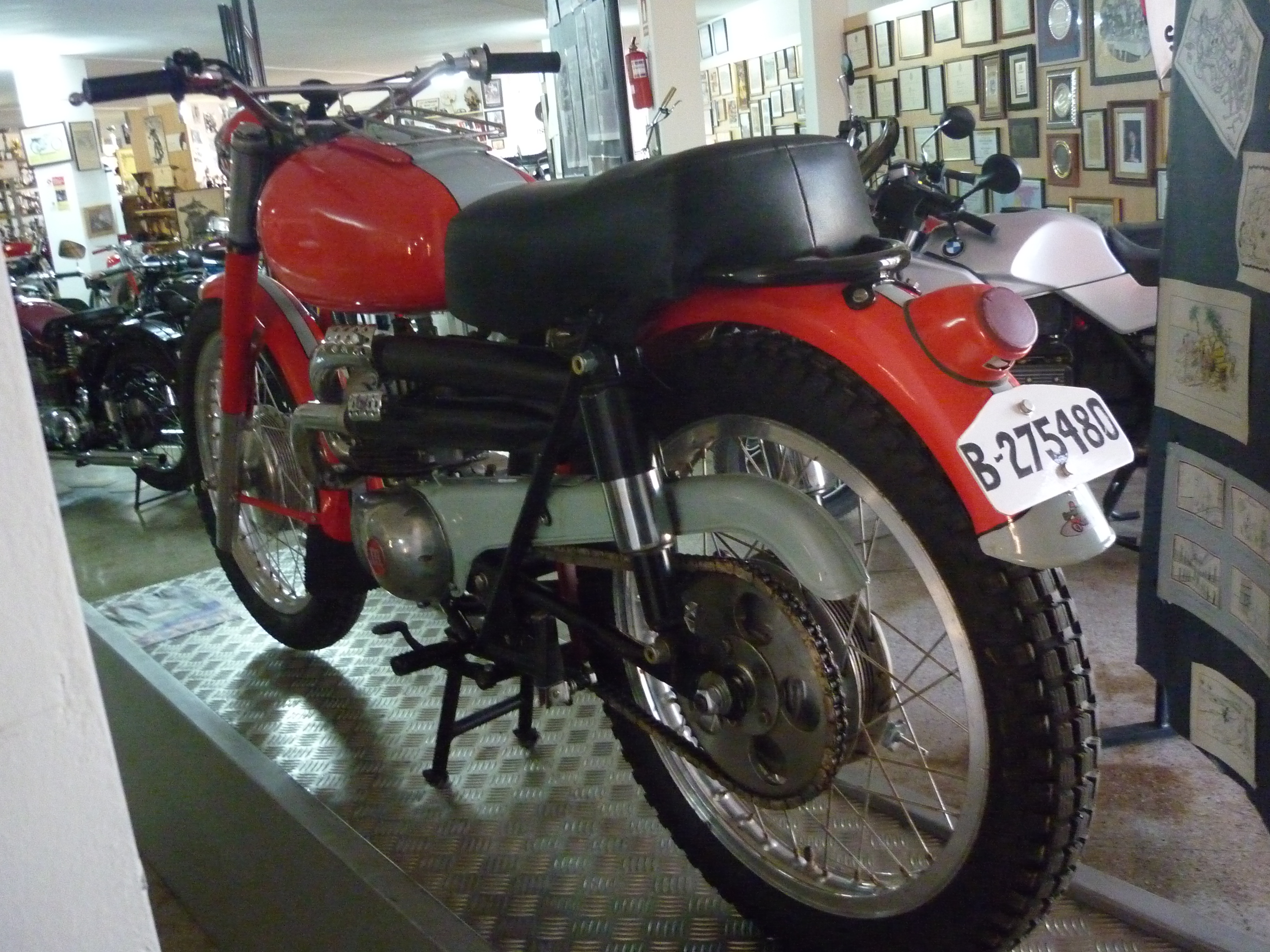
Reproducció de la Montesa Brio "Cabra" original dels anys 50

El 1958, Elizalde fou seleccionat com a membre de l'equip A per a competir pel Vas d'Argent als Sis Dies Internacionals d'Enduro disputats a Garmisch-Partenkirchen. Hi anà amb una OSSA 164 cc 2T quatre marxes, però hagué d'abandonar com la resta de l'equip degut a les pèssimes condicions climatològiques. Ja com a oficial d'OSSA, els dies 6 i 7 de maig de 1961 participà en el Ral·li Nacional del Marroc amb un model de quatre temps, tot i que finalment el guanyador de la prova fou el seu company de marca Francesc Anet. Aquell mateix any, 1961, guanyà el Campionat d'Espanya de Regularitat, també amb OSSA.

### Motocròs
Fou també un dels primers pilots catalans a competir seriosament en motocròs, quedant subcampió al primer Campionat estatal disputat d'aquesta disciplina, el 1959, darrere el seu germà José Antonio. L'any següent, ja fou ell el campió.
- Palmarès al Campionat estatal de motocròs:

| Any          | Motocicleta  | 250 cc |
| ------------ | ------------ | ------ |
| 1959         | OSSA         | 2n     |
| 1960         | OSSA         | 1r     |
| Total títols | Total títols | 1      |